# Champluviera
Champluviera, biljni rod iz porodice primogovki smješten u podtribus Monotheciinae, dio tribusa Justicieae, potporodica Acanthoideae. Sastoji se od dvije vrste grmova ili polugrmova iz tropske Afrike. Tipična vrsta je Champluviera populifolia (C.B.Clarke) I.Darbysh. & T.F.Daniel, biljka iz južne Nigerije, Kameruna i Bioka, koja može izrasti u grm ili polugrm.

## Etimologija
Ovaj je rod dobio ime u počast dr. Dominiquea Champluviera, stručnjaka za afričke Acanthaceae.

## Vrste
1. Champluviera nuda (C.B.Clarke) I.Darbysh. & T.F.Daniel
2. Champluviera populifolia (C.B.Clarke) I.Darbysh. & T.F.Daniel